# Le Gorafi
El Gorafi (anagrama de Le Figaro) es una página web de información paródica, creada en mayo de 2012 durante la campaña presidencial francesa sobre el modelo de The Onion, un periódico satírico de falsas informaciones. Ha sido también comparado a Infos du Monde y al Examineur. La dimensión interactiva de la página web permite a los lectores de reaccionar, como en las páginas web de información, ellos mismos tratando de modo paródico : lenguaje SMS, utilización inadecuada de las mayúsculas, falsos troles o militantes políticos.
Desde 2014, la página web se presenta también bajo la forma de un telediario en la cadena francesa Canal+ en el marco de micro secuencias humorísticas en Le grand journal. 
La identidad de los redactores era desconocida hasta enero de 2014, fecha en la que ambos creadores — Pablo Miró y Sébastien Liebus —  se dieron a conocer en los medios de comunicación.

## Historia
Los artículos del Gorafi comentan sucesos reales o imaginarios de una manera satírica e inesperada, retomando la mayoría de los códigos de la prensa.
Primero, El Gorafi ha sido un mero hilo Twitter arrancado en febrero de 2012, durante la campaña presidencial francesa, antes de ser llevado a la forma de un blog en mayo, después de padecer una refundición en septiembre de 2012 convirtiéndose en una página web. Desde entonces, varios de sus artículos han sido citados en la prensa, sobre todo aquel llevando sobre un supuesto nuevo reto levantado por Félix Baumgartner, que habría decidido de efectuar la travesía en solitaria de Isla de Francia en RER B (equivalente del cercanías) o todavía aquel que implica la dimisión de la bufanda de Christophe Barbier, artículo desmentido luego de manera humorística por el interesado.
La página web presenta el periódico como datando de 1826, resultado de una escisión tras un conflicto de interés en el seno de la redacción del Figaro y nombrado Gorafi a causa de la dislexia de su fundador Jean-René Buissière. Los contenidos están comparados a la « Page Pute » ("página puta") de Brain Magazine, a la página web humorística Bilboquet Magazine, o a otro colectivo satírico presente en Twitter y Facebook, l'Humour de droite. El Gorafi reivindicaba más de 400 000 visitantes únicos en febrero de 2013 y supera regularmente los 900 000 visitantes únicos cada mes en junio de 2013 según Los Inrocks.
En enero de 2014, El año del Gorafi 2013 está publicado en las ediciones Denoël.
En noviembre de 2014, aparece El año del Gorafi 2. Los autores están invitados en la emisión radio de crítica de los medios de comunicación L'instant M (El instante M) de France inter, donde durante un cuarto de hora se desvelan.
« Le Gorafi, c'est fini, merci de votre fidélité »
El 31 de agosto de 2015, hacia las 9 horas, El Gorafi creó un « falso bad buzz » que anunciaba una redirección temporal con un mensaje  El Gorafi, está acabado, gracias por vuestra fidelidad ». Se trataba de una operación mediática para su nueva plataforma.

## Televisión

### Aparición en el programa de televisiónLe Grand Journal
A partir de la primavera 2014, El Gorafi anima una crónica del Grand Journal, dos o tres veces a la semana, generalmente el lunes(« el lunes, es Gorafi », dixit Antoine de Caunes), el miércoles y el viernes. Las emisiones se basan en una o dos crónicas desarrolladas en torno a una temática cada una. La primera temática trata una actualidad de forma paródica y socarrona presentada sobre un tono satírico por uno de los dos cofundadores del Gorafi : Pablo Miró, de una duración que va de dos a cuatro minutos. Este último sigue a veces con un segundo tema que, éste, está aumentado de una encuesta bajo la forma de un reportaje con imágenes vídeo, ilustrado por encuestas callejeras o por opiniones de expertos.